# Conducte hidroestàtic

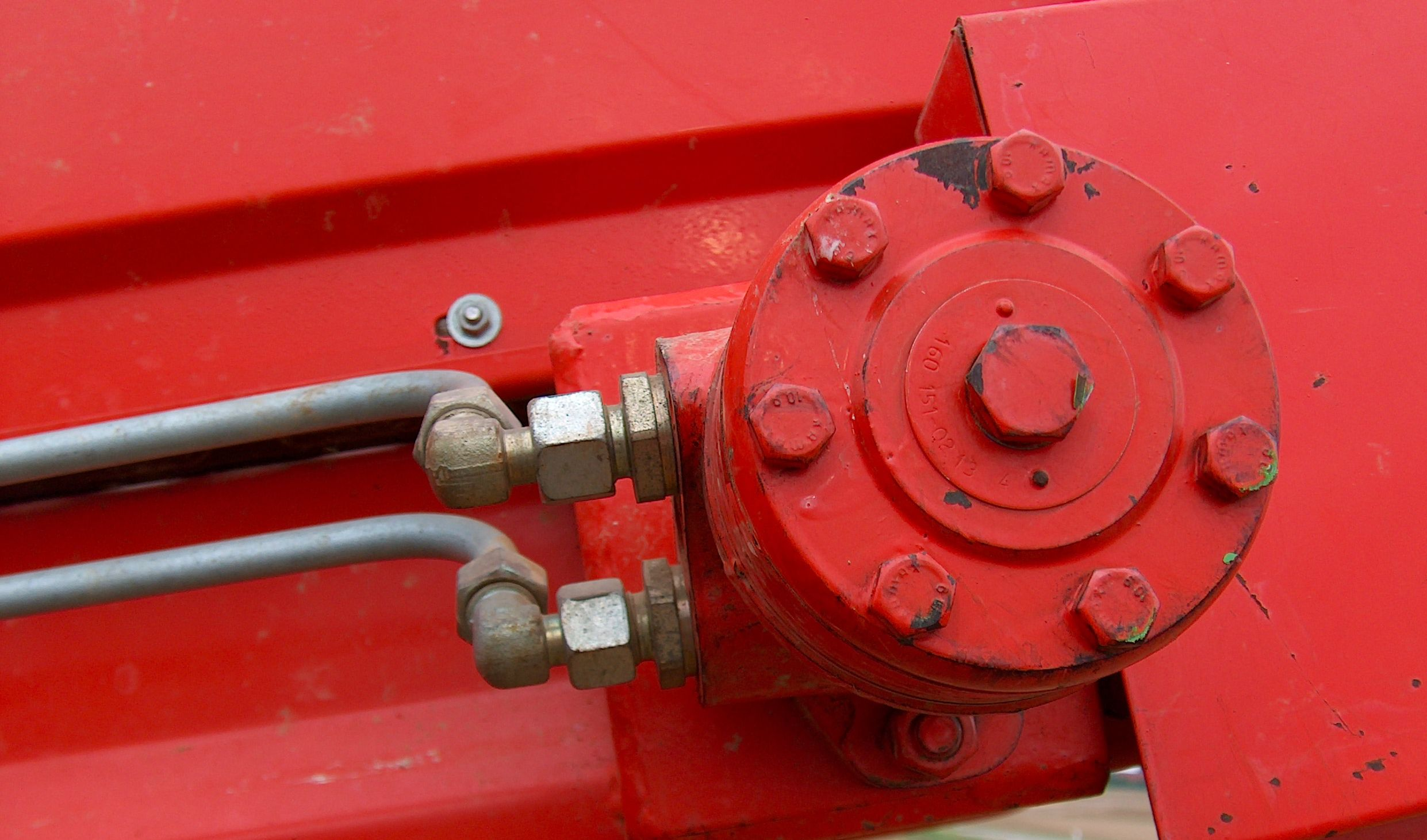
Motor hidroestàtic amb dos conductes rígids.

Diversos conductes flexibles per a alta pressió mostrant diferents ràcords.

Un conducte hidroestàtic és un element de conducció de fluids, generalment oli, a alta pressió (normalment a més de 100 bar). Aquests conductes són una part fonamental de les màquines i sistemes hidroestàtics.

## Pressions típiques
Les pressions de treball dels conductes hidroestàtics depenen de la seva aplicació concreta.
- En sistemes amb bombes i motors d’engranatges la pressió és de l’ordre de 210 bar amb puntes de 250 bar.
- Amb bombes i motors de pistons en circuit obert les pressions són de 300-350 bar.
- En les transmissions hidroestàtiques en circuit tancat la pressió pot arribar a 420 bar.
- En cilindres hidràulics la pressió és de l’ordre de 700 bar.
- En els equipaments destinats a proves hidroestàtiques, basats en bombes hidro-pneumàtiques, les pressions poden arribar als 7000 bar.
- En els multiplicadors de pressió fins a 10.000 bar.

## Disposició

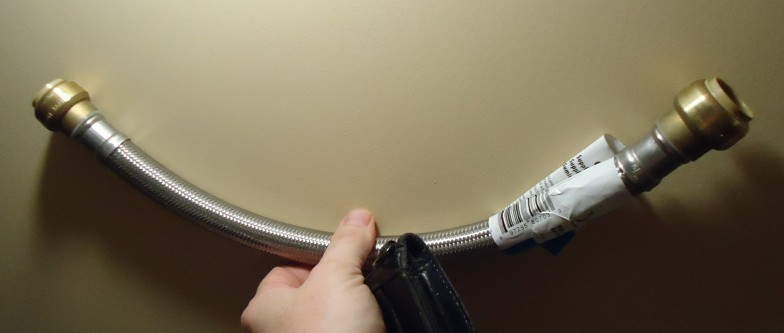
Conducte flexible amb dos ràcords als extrems.

Un conducte hidràulic consta d’un tub amb dos ràcords fixats als seus extrems.

### Tubs
Els tubs poden ser rígids o flexibles.

### Ràcords
Els ràcords permeten unions desmuntables entre els diversos elements d'un sistema hidràulic. D'un banda estan units al tub (gairebé sempre de forma permanent) i per l'altre costat disposen de rosques mascle o femella per a fixar-se a un altre element.
En els circuits d'alta pressió, els ràcords són d'acer al carboni o d'acer inoxidable. En aplicacions aero-espacials o aeronàutiques poden emprar-se ràcords de titani.